# Dân tộc Trung Hoa
Dân tộc Trung Hoa (giản thể: 中华民族; phồn thể: 中華民族; Hán-Việt: Trung Hoa Dân tộc; bính âm: Zhōnghuá Mínzú) là một thuật từ chính trị gắn liền với lịch sử Trung Quốc về chủng tộc và xây dựng dân tộc.
Từ cuối thập niên 1980, thay đổi thiết yếu nhất trong số các chính sách về dân tộc và người thiểu số là việc thay thế thuật từ "Nhân dân Trung Quốc" (tiếng Trung: 中国人民, Zhongguo Renmin) thành "Dân tộc Trung Hoa", thể hiện sự dịch chuyển từ một quốc gia cộng sản mà người dân thuộc nhiều dân tộc khác nhau thành một quốc gia dân tộc dựa trên một dân tộc duy nhất.
Trong suốt thời Dân Quốc giai đoạn đầu (1912–27) và thời Quốc dân (1928–49), thuật từ Dân tộc Trung Hoa bao gồm sắc dân Hán và bốn sắc dân khác là Mãn, Mông, Hồi, Tạng, ý niệm "Ngũ tộc cộng hòa" này được Tôn Trung Sơn và Quốc dân Đảng cổ xúy sau khi nhà Thanh sụp đổ. Trong suốt thời cộng sản hậu Mao Trạch Đông, thuật từ Dân tộc Trung Hoa được hồi sinh trở lại để bao gồm người Hán chiếm đa số và 55 dân tộc khác như là một đại gia đình Trung Hoa.

## Sự phản kháng đối với khái niệm "Zhonghua minzu" (Dân tộc Trung Hoa)
Kể từ khi Tập Cận Bình được bổ nhiệm làm Tổng Bí thư Đảng Cộng sản Trung Quốc vào tháng 11 năm 2012, chính quyền Tập Cận Bình đã thúc đẩy khẩu hiệu “Phục hưng vĩ đại của dân tộc Trung Hoa”.
Sự tôn kính dành cho tổ tiên huyền thoại của người Hoa, Hoàng Đế, ngày càng gia tăng, và ở một số khu vực như Tân Cương (người Duy Ngô Nhĩ) và Tây Tạng, có những người tỏ ra bất mãn với việc bị gộp chung vào khái niệm "Zhonghua minzu" .
Ngoài ra, sự phản kháng đối với chủ nghĩa dân tộc Trung Quốc cũng tồn tại trong các nhóm ủng hộ độc lập Đài Loan và phong trào địa phương Hồng Kông . Đáp lại điều đó, chủ nghĩa dân tộc Hồng Kông đã xuất hiện, và chủ nghĩa dân tộc Đài Loan do sử gia Đài Loan Tô Bình (Su Beng) cổ vũ đã ngày càng được ủng hộ. Lý thuyết cho rằng người Hồng Kông là một nhóm sắc tộc riêng biệt, gọi là "lý thuyết dân tộc Hồng Kông", cũng bị ảnh hưởng bởi các ý tưởng này .
Khái niệm "dân tộc Trung Hoa" cũng được bàn đến trong bối cảnh các tranh chấp lãnh thổ, dựa trên quan niệm rằng “những vùng đất có người Trung Hoa sinh sống nên do một nhà nước thống nhất cai quản” . Những quan điểm này được gọi là Chủ nghĩa Đại Trung Hoa, và tại Hồng Kông, những người ủng hộ lý tưởng này thường bị chế giễu bằng thuật ngữ Zhōnghuá jiāo . Bản thân thuật ngữ “Đại Trung Hoa” bắt nguồn từ quan niệm truyền thống cho rằng Trung Hoa vốn là một nền văn minh thống nhất trong lịch sử.
Lưu Trọng Tĩnh (Liu Zhongjing), một nhà lý luận chính trị đang sống tại Hoa Kỳ, cho rằng khái niệm "dân tộc Trung Hoa" là một sự ngụy tạo chính trị và đã cổ vũ cho học thuyết Chư Hạ chủ nghĩa (諸夏主義).
Chan Ho-tin tuyên bố rằng Bắc Kinh khẳng định rằng Cộng hòa Nhân dân Trung Hoa là một quốc gia dân tộc với một bản sắc dân tộc thống nhất gọi là “Zhonghua Minzu” hay “chủng tộc Trung Hoa”. Khái niệm này, được sử dụng nhằm phục vụ các mục tiêu chính trị và đế quốc, bao gồm nhiều nhóm khác nhau như người Tây Tạng, người Mông Cổ, người Thượng Hải, người Đài Loan, cư dân Hồng Kông cũng như cộng đồng người Hoa ở khắp nơi trên thế giới. Theo quan điểm chính thức của Bắc Kinh, tất cả những nhóm này đều thuộc “chủng tộc Zhonghua” và do đó phải trung thành với chính quyền trung ương. Mặc dù điều này bị nhiều học giả coi là phi lý, nhưng đây vẫn là quan điểm chính thức của đảng. Andy Chan đã chỉ trích chủ nghĩa dân tộc này như một chiếc mặt nạ cho chủ nghĩa đế quốc. Ông nhấn mạnh các vi phạm của Bắc Kinh đối với Hiệp định Mười Bảy điểm với Tây Tạng, các lời hứa không được thực hiện khi gia nhập WTO, cũng như những sai phạm trong Tuyên bố chung Trung-Anh đã làm giảm bớt các quyền tự do ở Hồng Kông.

## Quan hệ với Nhật Bản
Tang Chunfeng, một học giả Trung Quốc chuyên nghiên cứu về Okinawa, đã bày tỏ sự ủng hộ đối với phong trào đòi độc lập Ryukyu và cho rằng người Ryukyu là hậu duệ của dân tộc Trung Hoa .
Zhao Dong, thuộc Ủy ban Chuẩn bị cho Khu Tự trị Đặc biệt Ryukyu của Trung Quốc, tổ chức tuyên bố rằng Okinawa là lãnh thổ của Trung Quốc, đã phát biểu rằng "Ryukyu là một phần trong lãnh thổ của dân tộc Trung Hoa" .
Vào tháng 8 năm 1948, Kiyuna Tsugumasa, một cựu gián điệp cho Trung Hoa Dân Quốc, đã tuyên bố: "Chúng ta là một phần của dân tộc Trung Hoa và phải ủng hộ việc giải phóng những người anh em Ryukyu của chúng ta" .